# Élection présidentielle laotienne de 2021
L’élection présidentielle laotienne de 2021 a lieu le 22 mars 2021 afin d'élire au suffrage indirect le président du Laos pour un mandat de cinq ans.
Le Premier ministre Thongloun Sisoulith est élu à l'unanimité des suffrages exprimés, dans le cadre d'un système à parti unique.

## Contexte
Les élections législatives de février 2021 voient sans surprise le Parti révolutionnaire populaire lao remporter la quasi-totalité des sièges à pourvoir, en l'absence de concurrent. Une poignée de sièges restants revient à des candidats sans étiquettes présélectionnés par des collectivités locales ou des organisations de masse affiliées au parti unique,.

## Système électoral
Le président du Laos est élu au suffrage indirect par les membres de l'Assemblée nationale pour un mandat de cinq ans. Est élu le candidat recueillant la majorité qualifiée de deux tiers des membres présents lors du vote.
Le président peut se voir adjoindre un vice président, élu à la majorité absolue des membres présents lors du vote. Le vice président assume par intérim les fonctions du président en cas d'absence de ce dernier.

## Résultats
| Candidats                | Candidats                | Partis                   | Voix | %     |
| ------------------------ | ------------------------ | ------------------------ | ---- | ----- |
|                          | Thongloun Sisoulith      | PPRL                     | 161  | 98,77 |
|                          | Votes blancs et nuls     | Votes blancs et nuls     | 2    | 1,23  |
|                          |                          |                          |      |       |
| Total                    | Total                    | Total                    | 163  | 100   |
| Absents                  | Absents                  | Absents                  | 1    | 0,61  |
| Inscrits / participation | Inscrits / participation | Inscrits / participation | 164  | 99,39 |

## Suites
Sans surprise, le candidat du Parti révolutionnaire populaire lao (PPRL), le Premier ministre Thongloun Sisoulith, l'emporte en l'absence d'opposants,.